# Кобызев, Михаил Никитич
Михаил Никитич Кобызев (1841, Санкт-Петербург — 1890, Санкт-Петербург) — русский купец (1856—1884), промышленник, потомственный почётный гражданин, член правления Петербургского Общества взаимного кредита, основатель Общества костеобжигательных заводов, петербургский общественный деятель.

## Биография
Родился в семье петербургского купца Никиты Емельяновича Кобызева (ум. ок. 1849). Получил домашнее образование. Его отец вместе с родным братом Дмитрием, были изобретателями. В 1843 году, петербургский купец Дмитрий Емельянович Кобызев (1801 г.р.) получил патент на изобретенную им паровую машину по обработке строительного камня, который доселе обрабатывался вручную. Однако его изобретение не получило широкого применения из-за сравнительной дороговизны его внедрения и было забыто. Ещё в 1842 г. братья Никита и Дмитрий Емельяновичи Кобызевы получили патент на свою машину по переработке костей в удобрения для полей. В 1840-е гг. братья основали первый костеобжигательный завод, который разместился в Александро-Невской части Петербурга. После смерти мужа ок. 1849 г., в 1850 г. мать М. Н. Кобызева получила разрешение на перенос завода на Гутуевский остров. На новом месте возведение завода было завершено к 1859 г. Завод занимался производством костяного угля, форсфористых удобрений ("костяных суперфосфатов"), жженной, паренной и роговой костяной муки, костяной крошки, костяного сала и клея на общую сумму 80 тысяч рублей серебром в год. За год завод обрабатывал ок. 100 тысяч пудов костей. М.Н. Кобызев участвовал в Международной выставке в Вене 1873-го г., где представлял мыло и клей.
С 1870 г. действительный член Санкт-Петербургского статистического комитета.
С 1874—1889 гг. — гласный Санкт-Петербургской общественной Думы.
В 1874 г. Александр II утвердил устав Акционерного Общества Костеобжигательных заводов для «содержания, улучшения и распространения действий костеобжигательного завода, принадлежащего С.-Петербургскому купцу Кобызеву». Был директоров правления Общества с 1874 года.
С 1879 г. — председатель постоянной оценочной комиссии г. Санкт-Петербург.
Попечитель по назначению пособий семейств нижних чинов запаса и ратного государево ополчения, призванных на службу.
С 1877-79 — член 3-й военно-конской приемной комиссии.
Член правления Санкт-Петербургского первого Общества взаимного кредита. В 1887 г. вместе с графом П. Ю. Сюзором совершил поездку в Европу с целью изучения банковского дела на примере крупнейших тогда европейских банков. Благодаря М. Н. Кобызеву в новом здании Общества взаимного кредита были организованы первые в России сберегательные ячейки.
С 1885 — член Санкт-Петербургского городского податного Присутствия.
Владелец знаменитой в Петербурге «кобызевской лавры» — благотворительного приюта на Лиговской улице 157/38, основанного в 1880-е. В 1891 г. наследники превратили его в доходный дом. Здесь же находились женское и мужское училища.

## Семья
Жена: Александра Александровна (вероятно дочь петербургского купца второй гильдии Александра Васильевича Пуминова).
Дети:
- Михаил (род. 1869), гласный петербургской городской думы; вышел в мещанское сословие. Вместе с братом Николаем, владел кирпичным заводом в с. Знаменка (с 1900)[18].
- Сергей (1875—1916[16]), ротмистр[19].
- Николай (род. 1878), инженер-технолог, преподаватель Николаевской торговой школы Санкт-Петербургского купеческого общества[19].
- Лидия (в замужестве Зверева).
- Ольга.
- Надежда[1] (в замужестве Герасимова[16])